# Kidsada Prissa
Kidsada Prissa (thailändisch กฤษดา ปิสสา, * 27. Juni 1986) ist ein thailändischer Fußballspieler.

## Karriere
Kidsada Prissa stand bis Ende 2019 beim Ayutthaya United FC unter Vertrag. Wo er vorher gespielt hat, ist unbekannt. Der Verein aus Ayutthaya spielte in der zweithöchsten thailändischen Liga, der Thai League 2. 2019 absolvierte er 22 Zweitligaspiele und schoss dabei zwei Tore. Anfang 2020 wechselte er zum Ligakonkurrenten Lampang FC nach Lampang. Dort stand er 31 Mal in der zweiten Liga auf dem Spielfeld und erzielte dabei ein Tor. Im Sommer 2022 unterschrieb er einen Vertrag beim Drittligisten Udon United FC. Mit dem Verein aus Udon Thani spielte er zehnmal in der North/Eastern Region der Liga. Nach der Hinrunde 2022/23 wechselte er im Januar 2023 zu seinem ehemaligen Verein, dem Erstligisten Lampang FC. Nach einer Saison Erstklassigkeit musste er mit Lampang am Ende der Saison als Tabellenletzter wieder den Weg in die zweite Liga antreten. Nach neun Ligaspielen verließ er nach dem Abstieg den Verein und schloss sich dem ebenfalls aus der ersten Liga abgestiegenen Nongbua Pitchaya FC an. Am Ende der Saison 2023/24 wurde er mit dem Klub aus Nong Bua Lamphu Vizemeister und stieg direkt in die erste Liga auf. Für Nong Bua bestritt er zwölf Ligaspiele. Nach einer Saison kehrte er im Juli 2024 zu seinem ehemaligen Verein Lampang FC zurück.

## Erfolge
Nongbua Pitchaya FC
- Thailändischer Zweitligameister: 2023/24  ▲